# Langdysse im Avnede Skov
Der Langdysse im Avnede Skov liegt in einem kleinen Wald südwestlich von Store Avnede, östlich von Nakskov auf der Insel Lolland in Dänemark. Er stammt aus der Jungsteinzeit etwa 3500 bis 2800 v. Chr. und ist eine Megalithanlage der Trichterbecherkultur (TBK).
Das etwa Nordwest-Südost orientierte 35 × 6 m messende Hünenbett des Langdysse hat 62 erhaltene, vereinzelt verkippte, Randsteine. Neben der aus drei Tragsteinen und einem Deckstein bestehenden, erhaltenen etwa 1,75 × 1,0 m messenden Kammer eines Urdolmen, als Parallellieger, etwa 11 m vom Ende, sind zwei weitere Stellen mit großen Steinen vorhanden, die auf ausgegangene Kammern weisen.
In der Nähe liegen der Langdysse von Nakskov Ladegaard und die Megalithanlage von Østensminde.